# Comarque de Lumbier
La comarque de Lumbier ou Irunberrialdea est une comarque et une sous-zone (selon la Zonification Navarre 2000) de la communauté forale de Navarre (Espagne), située dans la zone des Pyrénées. Cette comarque est composée de 4 communes et fait partie de la mérindade de Sangüesa.

## Géographie
La comarque se situe dans la partie centre-orientale de la communauté forale de Navarre dans la zone géographique appelée Montagne de Navarre où traverse le petit cours de la rivière Irati. Elle a une superficie de 349.9 km² et est limitée au nord avec la comarque d'Auñamendi, à l'est avec celle de Roncal-Salazar, au sud avec celle de Sangüesa et à l'ouest avec celle d'Aoiz. 

## Municipalités
La comarque de Baztan est formée par 3 communes dans le tableau ci-dessous (données population, superficie et densité de l'année 2009 selon l'I.N.E.
| Municipalité | Population | Superficie | Densité |
| ------------ | ---------- | ---------- | ------- |
| Lumbier      | 1 397      | 57,40      | 24,34   |
| Romanzado    | 153        | 91,44      | 1,67    |
| Urraúl Alto  | 159        | 140,86     | 1,13    |
| Urraúl Bajo  | 273        | 59,72      | 4,57    |

### Sources
- (es) Cet article est partiellement ou en totalité issu de l’article de Wikipédia en espagnol intitulé « Comarca de Lumbier » (voir la liste des auteurs).